# Todirești, Vaslui
Todirești là một xã thuộc hạt Vaslui, România. Dân số thời điểm năm 2002 là 5416 người.